# Plantago myosurus subsp. myosurus
Plantago myosurus subsp. myosurus é uma subespécie de planta com flor pertencente à família Plantaginaceae.

## Portugal
Trata-se de uma subespécie presente no território português, nomeadamente no Arquipélago da Madeira.
Em termos de naturalidade é introduzida na região atrás indicada.

## Protecção
Não se encontra protegida por legislação portuguesa ou da Comunidade Europeia.